# پنتاکس کی-ایکس
پنتاکس کی-ایکس (به انگلیسی: Pentax K-x) یک دوربین عکاسی ساخت شرکت پنتاکس است.